# Кінь Юлій та великі перегони
«Кінь Юлій та великі перегони» (рос. Конь Юлий и большие скачки) — російський повнометражний анімаційний фільм 2020 року режисерів Дарини Шмідт та Костянтина Феоктістова. Мультфільм є десятою частиною анімаційної франшизи російської студії «Мельница» про «Трьох богатирів». Стрічка вийшла в прокат в Росії 31 грудня 2020 року; дистриб'ютором виступила компанія Sony Pictures Releasing Russia. В Україні стрічка в прокат не виходила.

## Синопсис
Кінь Юлій закохався! Цього разу це серйозно - він освідчується королівському коню на ім'я Східна зоря що належить султану Рашиду. Однак лише особа королівського роду може виступати сватом султанського коня, тому кінь Юлій просить допомоги у київського князя Володимира, але отримує відмову. Та незважаючи на труднощі, наш наречений Юлій не збирається зрекатися справжнього кохання, тож викрадає принца та везе його до султана Рашида на сватання. Доля визначиться на великих перегонах, чий переможець отримає все.

## У ролях
| Актор                      | Роль                                |
| -------------------------- | ----------------------------------- |
| Сергій Маковецький         | князь Київський                     |
| Дмитро Висоцький           | кінь Юлій                           |
| Михайло Черняк             | оповідач                            |
| Костянтин Бронзит          | віслюк Мойсей                       |
| Анатолій Петров            | боярин Антипко                      |
| Олег Куликович             | Альоша Попович                      |
| Валерій Соловйов           | Добриня Микитич                     |
| Дмитро Биковський          | Ілля Муромець                       |
| Лія Медведєва              | Любава, дружина Альоші              |
| Юлія Зоркіна               | Настасья Пилипівна, дружина Добрині |
| Марія Цвєткова-Овсяннікова | Оленка, дружина Іллі                |
| Сергій Бурунов             | султан Рашид                        |
| Максим Сергєєв             | султан Орхан                        |
| Валентин Морозов           | Шах                                 |

## Реліз та касові збори
Стрічка «Кінь Юлій та великі перегони» вийшла в прокат в Росії 31 грудня 2020 року; дистриб'ютором виступила компанія Sony Pictures Releasing Russia. В Україні стрічка в прокат не виходила.
Усього стрічка зібрала ₽348 млн у російському кінопрокаті ($5.7 млн).

## Продовження
Фільм «Кінь Юлій та великі перегони» став десятою частиною анімаційної франшизи російської студії «Мельница» про «Трьох богатирів». Наступним фільмом франшизи має стати фільм «Три богатирі та Кінь на троні» який має вийти у 2021 році.